# کتاب الکیمیاء
کتاب الکیمیاء نام کتابی در زمینه کیمیاگری از جابر بن حیان است که در اواخر قرن هشتم میلادی نوشته شده‌است.این کتاب به زبان عربی نوشته شده‌است اما تاکنون به زبان‌های مختلف اروپایی از جمله لاتین ترجمه شده‌است.
این کتاب معروف‌ترین کتاب جابر بن حیان می‌باشد .